# Platinrubel

Drei-Rubel-Münze aus Platin

Platinrubel wurden im Russischen Kaiserreich von 1828 bis 1845 unter Zar Nikolaus I. geprägt und ausgegeben. Sie bestehen zu rund 97 % aus dem Edelmetall Platin und gelten als die ersten Platinmünzen weltweit.
In diesem Zeitraum gab es drei verschiedene Münznominale aus dem Edelmetall: 3 Rubel (1828–45), 6 Rubel (1829–45) und 12 Rubel (1830–45).
Die russischen Händler schätzten die Platinmünzen nicht und tauschten sie bereitwillig gegen Goldmünzen. Für die Händler aus dem Westen, die die Platinrubel teuer absetzen konnten, war dieser Tausch ein gutes Geschäft.
Als in Russland die sinnvolle Verwendung des Edelmetalls für die Industrie entdeckt wurde, wurden die Platinmünzen außer Kurs gesetzt und die Besitzer aufgefordert, ihre Münzen an den Petersburger Münzhof zurückzugeben.
Heutzutage sind diese Münzen sehr selten, da rund 75 % der gesamten Auflage eingeschmolzen wurde. Ein Exemplar kann in der Geosammlung der TU Clausthal besichtigt werden.